# Henry FitzGerald
Henry FitzGerald (30 juillet 1761 - 9 juillet 1829) est le quatrième fils de James FitzGerald (1er duc de Leinster) et d'Emily Lennox.

## Biographie
Il se joint à l'armée britannique et devient lieutenant au 66e régiment d'infanterie en 1788, avant d'être muté capitaine en 1779 au 85e régiment d'infanterie, nouvellement levé, qui est muté en garnison en Jamaïque pendant la Guerre d'indépendance des États-Unis. Il y est promu major en 1781 et lieutenant-colonel en 1783, et prend le commandement du régiment du général Charles Stanhope (3e comte de Harrington). Après la dissolution du 85e régiment en 1783, il devient capitaine et lieutenant-colonel au Coldstream Guards en 1789 et se retire du service actif en 1792.
Il est député de Kildare Borough entre 1776 et 1783, puis Athy entre 1790 et 1791. De 1790 à 1798, il siège à la Chambre des communes irlandaise pour la ville de Dublin. Le 8 juillet 1806, il est nommé au Conseil privé d'Irlande et, de 1807 à 1814, Lord Henry sert au Parlement du Royaume-Uni pour Kildare. Il occupe également le poste de l'un des maîtres de poste généraux conjoints d'Irlande d'avril 1806 à mai 1807.
Il est membre du Kildare Street Club de Dublin et décéda à Boyle Farm, Thames Ditton, le 9 juillet 1829.

## Famille
Il épouse Charlotte FitzGerald-de Ros (20e baronne de Ros) à Londres les 3 et 4 août 1791. Ensemble, ils vivent à Boyle Farm, Thames Ditton. Le couple a treize enfants; ses descendants prennent le nom de FitzGerald-de Ros:
- Henry FitzGerald-de Ros (21e baron de Ros) (1792-1839)
- Lieutenant-colonel Arthur John Hill FitzGerald-de Ros (21 décembre 1793 - 23 février 1826)
- Emily FitzGerald-de Ros (née en 1795)
- Général William FitzGerald-de Ros (22e baron de Ros) (1797–1874)
- Edmund Emilius Boyle FitzGerald-de Ros (4 mai 1799 - 12 septembre 1810)
- Charlotte FitzGerald-de Ros (1801-1813)
- Henrietta Mabel FitzGerald-de Ros (1802-22 décembre 1879), mariée le 24 octobre 1828 à John Broadhurst de Foston Hall (décédé en 1861).
- John Frederick FitzGerald-de Ros (6 mars 1804 - 19 juin 1861)
- Augustus FitzGerald-de Ros (né en 1805), mort jeune
- Olivia Cecilia FitzGerald-de Ros (11 janvier 1807 - Londres , 21 avril 1885), mariée le 22/23 octobre 1833 à Henry Richard Charles Wellesley
- Geraldine FitzGerald-de Ros (1809-28 septembre 1881), mariée le 25 novembre 1830 à Frédéric Paré
- Cecilia FitzGerald-de Ros (1811- 6 octobre 1869), mariée le 10 décembre 1835 à John Boyle (13 mars 1803 - 6 décembre 1874), fils d'Edmund Boyle (8e comte de Cork)
- Jane FitzGerald-de Ros (1813-1885), mariée à Christopher Hamilton, député.